# De pop (film)
De pop (Pools: Lalka) is een Poolse dramafilm uit 1968 onder regie van Wojciech Jerzy Has. De film is gebaseerd op de gelijknamige roman van de Poolse auteur Bolesław Prus.

## Verhaal
Stanisław Wokulski is een succesvol zakenman, maar hij wordt niet geaccepteerd door de decadente, Poolse aristocratie. Hij wordt verliefd op de innemende, adellijke Izabela Łęcka. Maar zij speelt slechts een spelletje met Wokulski.

## Rolverdeling
| Acteur             | Personage          |
| ------------------ | ------------------ |
| Mariusz Dmochowski | Stanislaw Wokulski |
| Beata Tyszkiewicz  | Izabela Lecka      |
| Tadeusz Fijewski   | Ignacy Rzecki      |
| Jadwiga Gall       | Zaslawska          |
| Wieslaw Golas      | Krzeszowski        |
| Kalina Jedrusik    | Wasowska           |
| Jan Koecher        | Prins              |
| Jan Kreczmar       | Tomasz Lecki       |
| Tadeusz Kondrat    | Szlangbaum         |
| Halina Kwiatkowska | Krzeszowska        |
| Andrzej Lapicki    | Kazimierz Starski  |
| Jan Machulski      | Julian Ochocki     |
| Józef Pieracki     | Dr. Szuman         |
| Janina Romanówna   | Gravin Joanna      |
| Anna Seniuk        | Magdalenka         |